# Gianluca De Novi
Gianluca De Novi (Policoro, 1975) è un ingegnere e imprenditore italiano, ricercatore nel campo della robotica industriale, cibernetica e ingegneria biomedica.
Affiliato come docente alla Harvard Medical School e al Massachusetts General Brigham, istituzione educativa fondata dal Brigham and Women's Hospital e dal Massachusetts General Hospital, dove è direttore del Medical Device and Simulation Laboratory

## Prima infanzia e istruzione
De Novi è nato a Policoro, Basilicata, Italia, ed è cresciuto a Bernalda, un piccolo paese nel sud dell'Italia. Dopo essersi diplomato all'IIS "G.B. Pentasuglia" in informatica, ha proseguito il suo percorso accademico all'Università di Bologna. Qui ha conseguito una laurea magistrale in Ingegneria Elettronica e successivamente un dottorato di ricerca in Robotica e Sistemi di Controllo. Durante il suo dottorato, De Novi ha concentrato la sua ricerca sulla definizione di nuovi modelli di tessuti molli in tempo reale adatti alla simulazione chirurgica con feedback aptico. Grazie al suo lavoro, De Novi è stato invitato al Biorobotics Laboratory della Harvard University per un post-dottorato, concentrandosi sulle applicazioni potenziali della sua ricerca dottorale nel campo medico.
Arrivato negli Stati Uniti, De Novi ha ricevuto diverse offerte per unirsi a vari laboratori presso le università locali e ha deciso di accettare un post-dottorato presso la Harvard Medical School e il Massachusetts General Hospital. Dopo nove mesi, De Novi è diventato docente e, due anni dopo, direttore del Medical Device and Simulation Laboratory (precedentemente Simulation Group) presso il dipartimento di Imaging.
Durante la sua permanenza all'Università di Bologna, De Novi ha intrapreso anche avventure imprenditoriali, fondando DGTech Engineering Solutions, che gli ha fornito un'esposizione precoce al mercato globale sviluppando e vendendo uno dei primi guanti dati sul mercato, il DG5-VHand.

## Carriera
Dopo aver completato il suo dottorato, Gianluca De Novi è stato invitato al Biorobotics Laboratory della Harvard University per un post-dottorato, concentrandosi sulle applicazioni potenziali della sua ricerca dottorale nel campo medico. Successivamente, si è unito al Dipartimento di Imaging presso il Massachusetts General Hospital e la Harvard Medical School per un post-dottorato in simulazione medica.
Nel 2012, De Novi ha fondato Hintivision dopo aver brevettato una tecnologia per la pubblicità intelligente. Nel 2014, ha iniziato a lavorare come Consulente Scientifico e Strategico presso ADM Tronics Unlimited, Inc., una società di produzione di dispositivi medici. Ha anche fondato Triotech Ventures, un consorzio di aziende americane di dispositivi medici. De Novi è poi diventato Membro del Consiglio di Amministrazione/Consulente Scientifico e Strategico presso SmartPoints Global Medical, Inc., una società di sicurezza informatica.
Nel 2016, ha lavorato come Docente di Rendering di Realtà Aumentata/Virtuale per Simulazione e Gaming presso la Harvard Extension School. Nel 2018, De Novi ha co-fondato XSurgical Robotics, una società dedicata allo sviluppo di robot chirurgici che sfruttano l'Intelligenza Artificiale per raggiungere procedure chirurgiche completamente autonome. Nel 2023, ha assunto il ruolo di Chief Technology Officer presso ULedger, una società blockchain di livello 1.

## Ricerca
Gli interessi di De Novi in generale sono l'elaborazione ad alte prestazioni applicata a tecnologie convergenti come VR/AR/MR, AI, visione artificiale, elaborazione decentralizzata e simulazione. La sua ricerca accademica si è principalmente concentrata sulla simulazione chirurgica basata su computer, esaminando le tecnologie di rendering grafico e sviluppando un quadro completo di realtà virtuale specializzato per la simulazione chirurgica (2004-2013). Dal 2007, ha focalizzato la sua ricerca sulla simulazione fisica dei tessuti molli, sviluppando nuovi modelli e metodologie per il rendering aptico (2007-2010). Durante il suo post-dottorato, ha concentrato la sua ricerca su altre aree critiche della simulazione chirurgica, inclusi l'analisi dei gesti in tempo reale, il riconoscimento delle attività e la realtà aumentata.
I contributi di De Novi nel campo hanno ottenuto riconoscimenti, tra cui essere stato nominato uno dei Top 10 professionisti italiani negli USA sotto i 40 anni dalla PrimiDieci Society e dalla Italy-America Chamber of Commerce nel 2013.